# 聖断
聖断（せいだん）とは、「天皇の決断」のことである。なおこれには法的規定などはなく、あくまで俗に呼ばれているものだが、日本国内に大きな影響力を持つといわれている。

## 概要
かねてから天皇のことを「聖上」などと呼び、天皇の事跡や独裁行動に「聖」の字を冠することは多かった。天皇の意思は「叡意」や「叡慮」「大御心」などと言われるが、「聖断」はそれよりも尚、重要な政治的決定を指すものと解されている。

## かつてあったとされる「聖断」
- 王政復古の大号令[要出典]…この宣言は明治天皇が1867年12月14日に諸大名に、16日に庶民に布告された。天皇親政・公議政治の名分の下、新政府を樹立するものであった。
- 征韓論の裁定…西郷隆盛の朝鮮への派遣についての裁定。二度目の裁定は西郷らの下野につながった（明治六年政変）
- 教育ニ関スル勅語…明治天皇が発した教育の基本理念を教え諭すという勅語（天皇が直接国民に発する言葉）で、戦前の日本の道徳教育の根幹となった。
- 二・二六事件…昭和天皇は反乱将校たちに激怒し、徹底した武力鎮圧を命じている。天皇自ら近衛師団を率いて鎮圧に当たると述べたとされる。
- ポツダム宣言受諾…1945年（昭和20年）8月9日から10日（及び14日）、ポツダム宣言の受諾を巡って御前会議が紛糾した際に、昭和天皇自ら受諾の決断を下したとされる。「聖断」といえばほとんどこの例を指す。

### 昭和天皇の政治関与について
昭和天皇は立憲君主としての役割を自認していたとされ、即位以来、政治に大きく関わることは比較的少なかったとされている。
しかし田中義一内閣の時、昭和天皇が田中義一首相の言動に対して懐疑的になり、侍従長に「田中総理の言ふことはちつとも判らぬ」という言葉を発した。これが田中に伝わり、田中は『恐懼に堪えない』として、内閣総辞職した。この事件を、上記の例に並んで、天皇が政治に関わったとされることがある。